# Marshall McLuhan

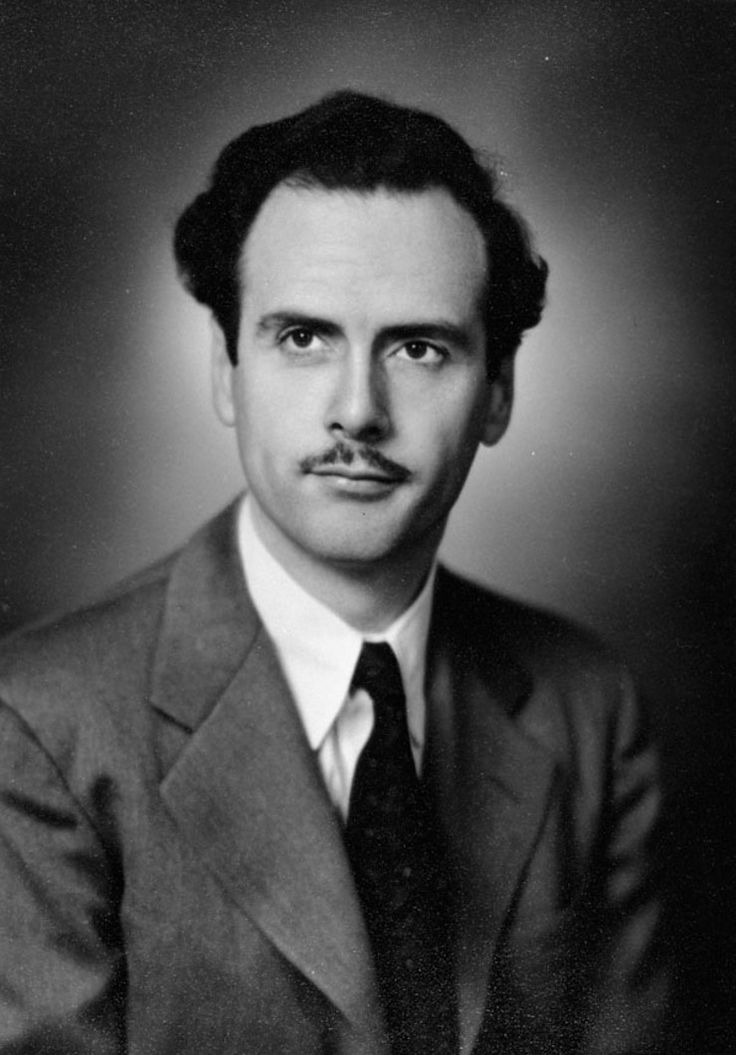
Marshall McLuhan (1945)

Herbert Marshall McLuhan, (21 tháng 7 năm 1911 – ngày 31 tháng 12 năm 1980) là một  giáo sư người Canada, triết gia về Lý thuyết Truyền thông.
Ông là người đã tạo ra khái niệm ngôi làng toàn cầu,tư duy coi phương tiện truyền thông chính là thông điệp và dự báo sự hoạt động của mạng World Wide Web từ 30 năm trước đó. GS McLuhan cũng được nhắc đến như là người nghĩ ra phép thử cho những ai muốn mua sách là hãy mở trang 69 ra đọc và nếu thấy thích trang đó thì hãy mua.